# Amor patriae nostra lex
Amor patriae nostra lex è una locuzione latina che letteralmente significa "l'amore della patria [è/sia] la nostra legge".
Come altre frasi simili questa locuzione è molto usata in ambienti in cui le organizzazioni cercano con l'amor patrio di suscitare il consenso.
La frase è tipica espressione del patriottismo.
Per la sua brevità essa compare sovente su edifici pubblici.